# 清垫夹塘
清垫夹塘位于中国浙江省宁波市海曙区集士港镇万众村清垫，现存夹塘平均宽3米，全长10余公里，一直延伸到古林镇，是广德湖残剩湖塘之一，为现存最长的夹塘，位于其最南面，广德湖废湖造田后，夹塘逐渐废弃，2010年9月以清垫夹塘及古桥公布为鄞州区文物保护单位:340，2018年12月28日因行政区划调整公布为海曙区文物保护单位。